# Painel do Infante (Painéis de São Vicente de Fora)

O Painel do Infante.

O Painel do Infante é um dos seis daqueles que constituem os chamados Painéis de São Vicente de Fora, que são muitas vezes atribuídos a Nuno Gonçalves, que estão no Museu Nacional de Arte Antiga, em Lisboa.
Recebeu este apelido por se acreditar que nele possa estar a presença do Infante D. Henrique, imagem aliás coincidente com a teoria de que é um retrato do mesmo na contemporânea "Crónica da Guiné", de Gomes Eanes de Zurara. Para alguns teóricos, seguindo a mesma tese, pensa que este painel possa representar a "queda" da Casa de Avis e a tomada do poder por D. Afonso V. No entanto, há outros que antes pelo contrário a glorificação da mesma onde o seu irmão D. Pedro de Coimbra seria a figura de maior relevo.
Em 2018, Fernando Branco estabeleceu a relação entre a Crónica do Infante Santo D. Fernando (Frei João Álvares, séc. XV)  e os Painéis de S. Vicente mostrando que estes, ilustram uma veneração ao Infante Santo e aos seus companheiros de martírio, na sequência do desastre de Tânger. São seis quadros cronológicos, em dois trípticos, em que este painel é o quinto “V. A Glorificação do Infante Santo (9/6/1443)”. Representa a glorificação do Infante Santo pelo S. Vicente na presença da alta nobreza da Casa de Aviz. São eles, a partir da frente, à direita: o Infante Santo, de joelhos; o jovem Rei D. Afonso V e o regente D. Pedro (homem do chapeirão); à esquerda a futura Rainha D. Isabel de Aviz (noiva do rei) e atrás a Duquesa D. Isabel de Borgonha, irmã do regente e muito empenhada na salvação do irmão Infante Santo. Todos eles estão identificados por vários pormenores deixados pelo pintor. A cena passa-se ficticiamente no domingo de Pentecostes, 4 dias após a sua morte, o que é identificado pelo texto do Evangelho de S. João/missa do Espírito Santo apresentado no livro que S. Vicente mostra. Esta cena é semelhante à descrita na Crónica (youtube Novos Painéis de S. Vicente livro).

## A imagem central
A imagem central reveste-se de mistério. Pensa-se que representa São Vicente (retratado noutros quadros do mesmo autor), contudo para outros, representa "Portugal" ou antes o Anjo de Portugal, ou seja, em ambos os casos que seja a essência espiritual da nação portuguesa. Nas mãos, carrega um livro religioso cujas palavras se inspiram na autoridade de Deus que é investida na figura que ante ele se ajoelha.
Na senda da hipótese original de José Saraiva, (Os Painéis do Infante Santo, Leiria, 1925), Jorge Almeida sugere que esta figura é na verdade D. Fernando, o Infante Santo, irmão do rei morto em cativeiro. Dada a importância das exéquias fúnebres à data da pintura, seria um evento traumático que um membro da família real não tivesse direito a um funeral condigno na sua pátria. O conjunto representa assim um funeral simbólico, homenageando de forma derradeira o mártir.

## D. Duarte
O rei D. Duarte, filho de D. João I que lhe sucederia no trono, foi um político de renome. Protegido pela Casa de Aviz e por seu pai, sofreria destino diferente dos seus irmãos D. Pedro (Casa de Coimbra) e D. Henrique (Casa de Viseu). Cresceu como um político, pouco dado às coisas da guerra, conforme retratado na sua postura serena, chapéu flamengo na cabeça (realçando as ligações políticas de Aviz a Borgonha, onde se casaria a sua irmã, a "Sibila" Infanta Isabel. A sua imagem viria a ser tradicionalmente identificada como a do Infante D. Henrique ao longo dos séculos.

## D. Afonso V
Ajoelhando-se perante a imagem central, está o jovem e garboso Afonso V, assumido Rei aos 14 anos, rejeitando a regência do seu tio D. Pedro. As suas políticas levaram à Batalha de Alfarrobeira (onde seu tio morreria), depois alcançaria a glória em, África, ganhando o cognome de "O Africano"; por fim perder-se-ia nas guerras intestinas de Castela, tentando colocar a "Joana, a Beltraneja" no trono para acabar semi-derrotado na batalha de Toro.

## A Rainha Leonor de Aragão
Em oposição a D. Duarte, seu esposo. De véu branco, a falecida viúva D. Leonor que, após falecimento do seu esposo D. Duarte, tentaria tomar o poder em Portugal, prontificando a revolta popular que recordava ainda a batalha de Aljubarrota, que culminaria na liderança do regente D. Pedro após expulsão da Rainha para Castela.

## Rainha Isabel de Coimbra
Isabel de Coimbra, em oposição a D. Afonso V, seu esposo. Filha de D. Pedro, é a figura mais enigmática do painel. As suas mangas são assimétricas: uma ajustada ao braço, a outra rasgada e disforme, que se pensa representar a desfloração virginal ou a dilatação necessária ao nascimento do seu filho, futuro João II; estes braços afastam as vestes vermelhas para revelar roupa de cor verde (a cor de seu pai no Painel dos Cavaleiros, e do seu filho neste mesmo painel), numa alusão aos genitais femininos e ao sacrifício da sua virtude pelo futuro da nação Portugal.

## D. João II, criança
Entre D. Duarte, seu avô, e D. Afonso V, seu pai, está uma criança também vestida de verde, barrete composto preso por botões (uma de duas figuras com barretes compostos, nos painéis; sendo a outra a simetricamente oposta: D. João II já homem, no "Painel do Arcebispo").